# Atlas Obscura
Atlas Obscura es una revista en línea y una empresa de viajes con sede en los Estados Unidos. Fue fundada en 2009 por el escritor Joshua Foer y el realizador de documentales y escritor Dylan Thuras. Cataloga destinos de viaje inusuales y oscuros a través de contenido generado por el usuario. Los artículos del sitio web cubren una serie de temas que incluyen historia, ciencia, comida y lugares oscuros.

## Historia

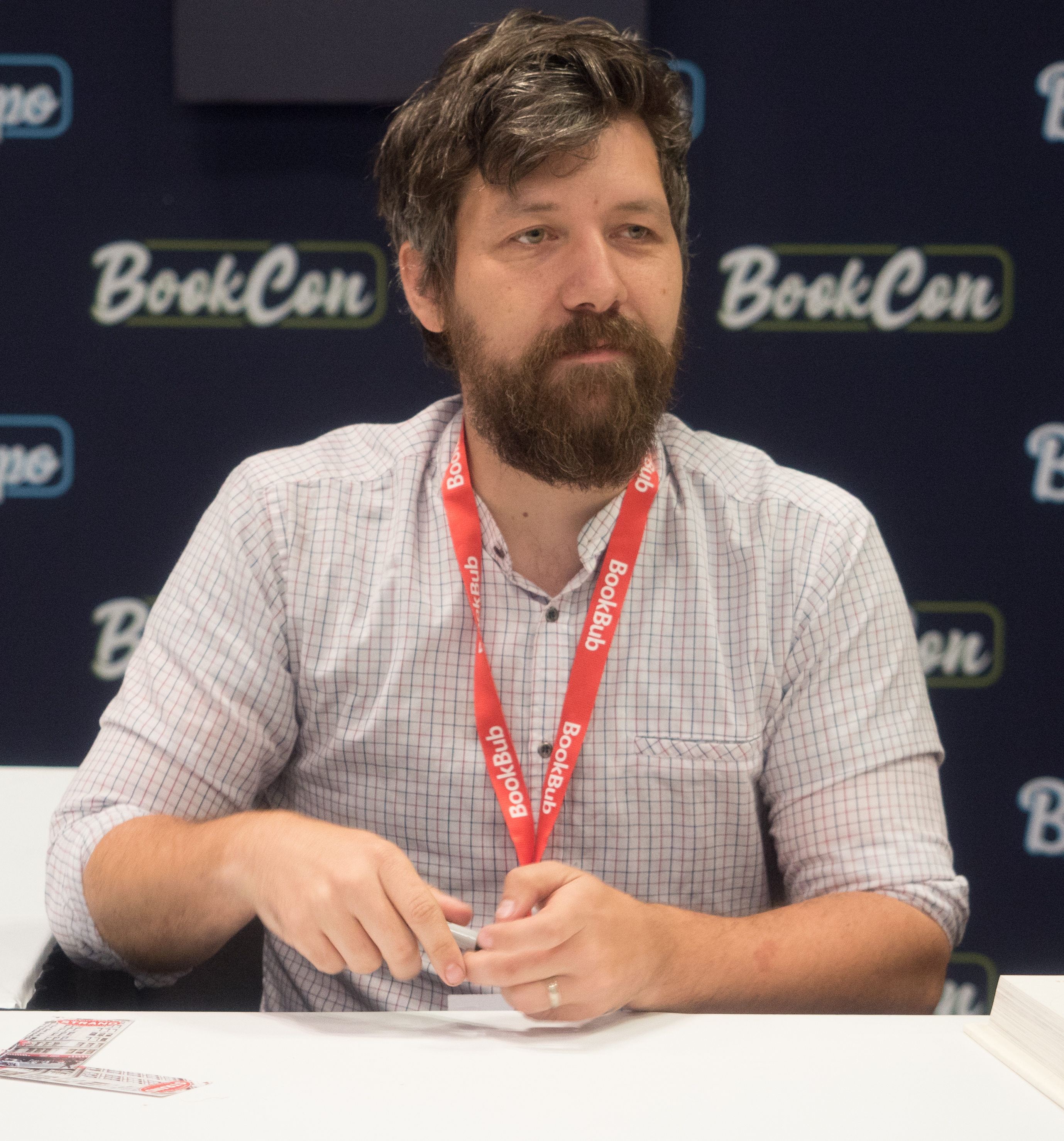
El cofundador Dylan Thuras en la BookCon en junio de 2019.

Thuras y Foer se conocieron en 2007 y pronto discutieron ideas para un tipo diferente de atlas, que presentara lugares que no se encuentran comúnmente en las guías turísticas. Contrataron a un diseñador web en 2008 y lanzaron Atlas Obscura en 2009.
Sommer Mathis (anteriormente CityLab de The Atlantic) fue el jefe de redacción del sitio de 2017 a 2020. Fue reemplazada por Samir Patel, excolaborador de la revista Archaeology, quien se convirtió en director editorial del sitio en 2020 y editor en jefe en 2021.
David Plotz permaneció como director ejecutivo del sitio durante cinco años (octubre de 2014 - noviembre de 2019). Warren Webster, expresidente y director ejecutivo de la editorial digital Coveteur y cofundador del sitio web Patch, asumió el cargo en marzo de 2020.

### Obscura Day

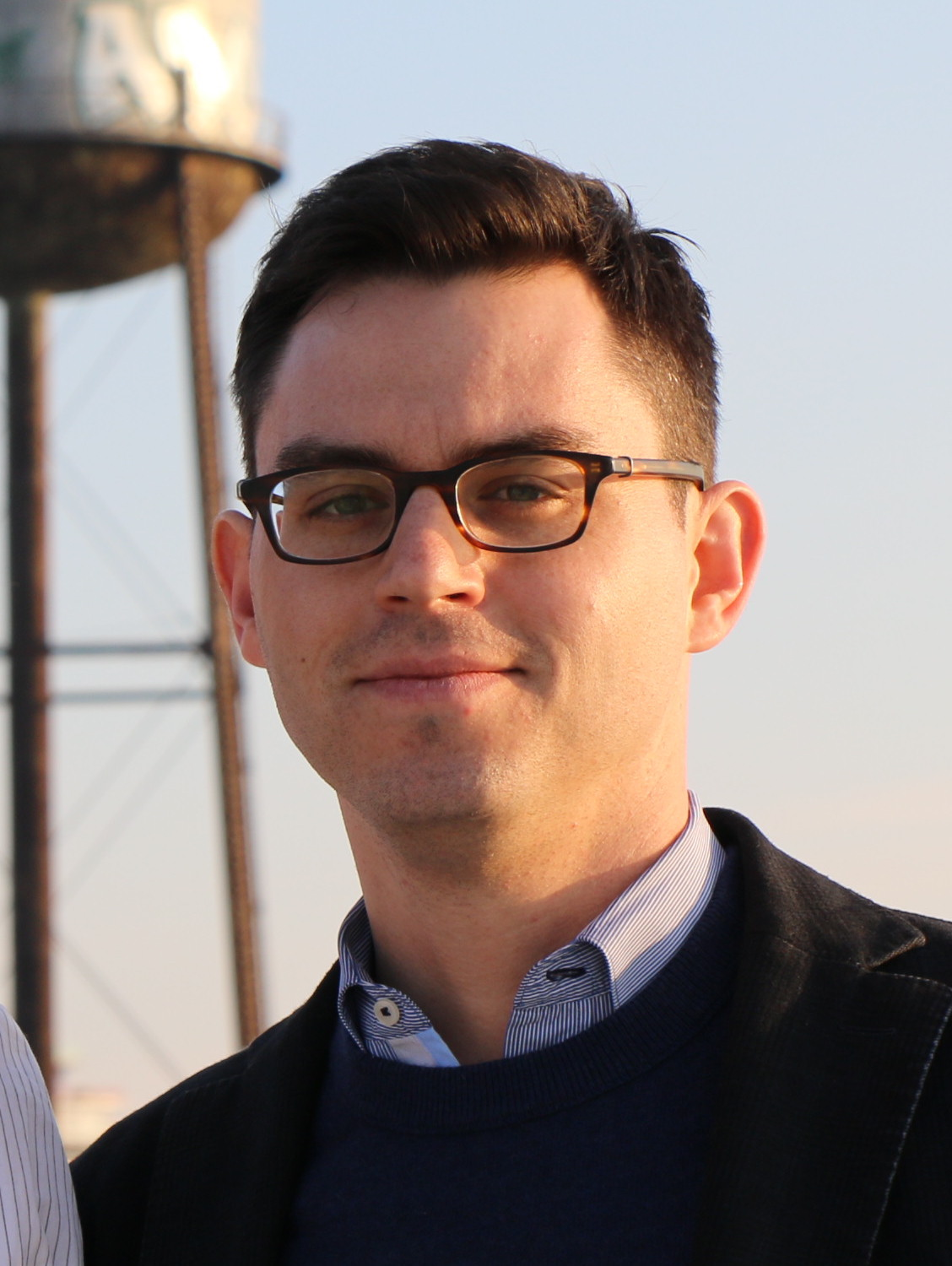
Cofundador Joshua Foer en 2013.

En 2010, el sitio organizó el primero de los eventos internacionales conocidos como Obscura Day. Thuras ha declarado que uno de los objetivos principales del sitio es «Crear una comunidad del mundo real que interactúe con nosotros, entre sí y con estos lugares y se aleje de sus computadoras para verlos realmente». A partir de 2021, Atlas Obscura ha creado Sociedades Atlas Obscura que organizan experiencias locales en nueve ciudades, incluidas Nueva York, Filadelfia, Washington D. C., Chicago, Denver, Los Ángeles y Seattle.
En octubre de 2014, Atlas Obscura contrató al periodista David Plotz como director ejecutivo. En 2015, Atlas Obscura recaudó su primera ronda de financiación importante, consiguiendo 2 millones de dólares de una variedad de inversores y ángeles, incluido The New York Times. En septiembre de 2016, la compañía publicó su primer libro, Atlas Obscura: An Explorer's Guide to the World's Hidden Wonders, escrito por Foer, Thuras y Ella Morton bajo Workman Publishing Company.

### Gastro Obscura
Luego de un segundo esfuerzo de recaudación de fondos que generó $7.5 millones de dólares, a finales de 2017 el sitio lanzó Gastro Obscura, una sección de comida que cubre «los lugares gastronómicos distintivos del mundo».

## Publicaciones
- Foer, Joshua; Morton, Ella; Thuras, Dylan (2016). Atlas Obscura: An Explorer's Guide to the World's Hidden Wonders. Workman Publishing Company.[13]
- Thuras, Dylan; Mosco, Rosemary; Ang, Joy (2018). The Atlas Obscura Explorer's Guide for the World's Most Adventurous Kid. Workman Publishing Company.[14]
- Wong, Cecily; Thuras, Dylan (2021). Gastro Obscura: A Food Adventurer's Guide. Workman Publishing Company. ISBN 978-1523502196.
- Thuras, Dylan (2017). Atlas Obscura Explorer's Journal: Let Your Curiosity Be Your Compass. Workman Publishing Company. ISBN 978-1523501731.
- Atlas Obscura Page-A-Day Calendar 2023: 365 Days of Extraordinary Destinations, Bizarre Phenomena, and Other Hidden Wonders. Workman Publishing Company. 2022. ISBN 978-1523516520.